# سرخ اکتبر (زیردریایی)
سرخ اکتبر (زیردریایی) (به انگلیسی: Red October (submarine)) یک زیردریایی در مجموعه داستانهای تام کلنسی بود که طول آن به ۱۹۸ متر میرسید.